# Луцгорн
Луцгорн (нім. Lutzhorn) — громада в Німеччині, розташована в землі Шлезвіг-Гольштейн. Входить до складу району Піннеберг. Складова частина об'єднання громад Ранцау.
Площа — 21,72 км2. Населення становить 780 ос. (станом на 31 грудня 2020).